# Machamp
Machamp is een Pokémon van de eerste generatie. Hij is van het vechttype. Machamp heeft een paar extra armen, maar verder lijkt Machamp erg op Machoke, iets wat ze delen met de Abra-familie. Op level 28 evolueert Machop naar Machoke, en wanneer hij wordt geruild met een ander ontvangt de ander een Machamp, omdat Machoke evolueert door hem te ruilen. Zijn naam lijkt te komen van macho en champ, het Engelse woord voor kampioen.